# Edgar Braun
Edgar Braun (ur. 9 czerwca 1939 w Molbitz w gminie Rositz) – generał major Stasi.
Od 1957 funkcjonariusz organów bezpieczeństwa, 1959 ukończył Wyższą Szkołę Ministerstwa Bezpieczeństwa Państwowego NRD, po czym pracował w Wydziale II (Kontrwywiadowczym) Okręgowego Zarządu Stasi w Lipsku, od 1959 był członkiem SED. Od 15 lutego 1961 do końca istnienia Stasi (1990) pracował w Centralnym Aparacie Stasi NRD, początkowo w Oddziale II/3 Wydziału II Głównego, od 1 października 1966 w Wydziale XXI, 1977-1978 zastępca szefa Wydziału XXI MBP NRD, jednocześnie 1975-1980 zaocznie studiował w Wyższej Szkole "Karl Marks" przy KC SED. Od 1978 do kwietnia 1980 szef Wydziału XXI MBP NRD, od kwietnia 1980 do 1982 szef Oddziału II/1 Wydziału II Głównego Stasi NRD, następnie p.o. szefa, a od 1983 do listopada 1989 szef Wydziału XIX Głównego Stasi NRD, 1989-1990 kierowniczy pracownik Resortu Bezpieczeństwa Narodowego. W lutym 1983 otrzymał stopień pułkownika, a 1986 generała majora.